# کروچه
کروچه (به لاتین: Kruče) یک منطقهٔ مسکونی در مونته‌نگرو است که در شهرداری اولکینج واقع شده‌است. کروچه ۱۴۲ نفر جمعیت دارد.